# Cullen Landis
Cullen Landis (James Cullen Landis: Nashville, de Tennessee, 9 de julio de 1895 – Bloomfield Hills, de Míchigan, 26 de agosto de 1975) fue un actor de cine estadounidense. 

## Resumen biográfico
Era hermano de la también actriz Margaret Landis (1890 - 1981).
Cullen trabajó en un total de más de 100 películas desde 1916 hasta 1930. 
Fue enterrado en el Cementerio Maple Grove de Mullett Lake, del municipio de Inverness, en el mismo estado.

## Filmografía seleccionada
- The Little Wild Girl (1928)
- Lights of New York  (1928)
- The Crimson Flash (1927)
- On Guard (1927)
- Crashin' Thru (1923)
- The Famous Mrs. Fair (1923)
- The Outcasts of Poker Flat (1919)